# 滴定曲线

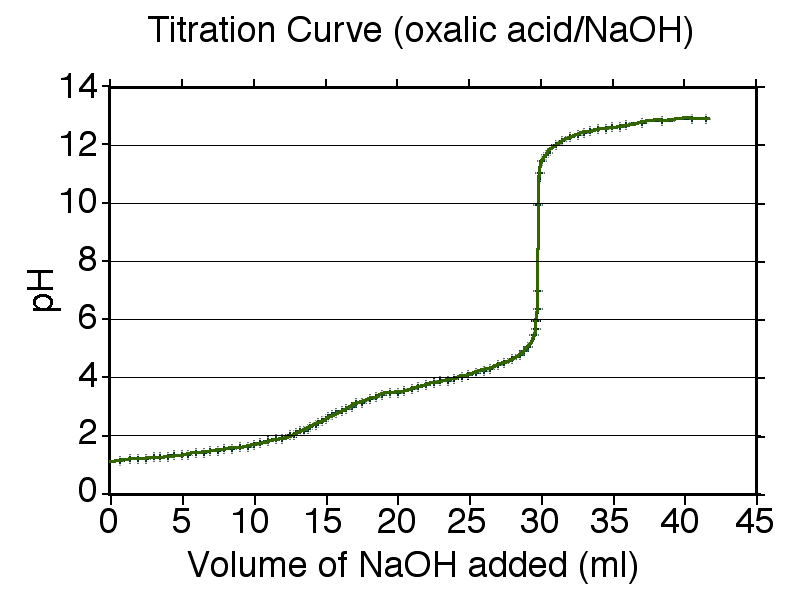
向草酸中滴加氢氧化钠溶液时，溶液pH随加入氢氧化钠量发生变化

滴定曲线（英語：titration curve）通常表示的是滴定过程中溶液的pH值随加入滴定剂体积增大所发生的变化
当原有溶液中的溶质完全被滴定剂反应时，对应的滴定曲线上的点称作等当量点。严谨来说，可以通过求滴定曲线的二阶导数并令其为零，求出滴定曲线的拐点来确定。但大多数情况下，也可以从滴定曲线上凹凸交界点直接估计。比如右图中的草酸滴定曲线，第一等当量点为15mL，第二等当量点为30mL。
对于一元弱酸，滴定曲线的起始点和等当量点之间的中点也容易直接读出来，此处对应的溶液中可近认为剩余酸和其共轭碱浓度相等，于是根据亨德森-哈塞尔巴尔赫方程:
{\displaystyle \mathrm {pH} =\mathrm {p} K_{\mathrm {a} }+\log \left({\frac {[{\mbox{base}}]}{[{\mbox{acid}}]}}\right)}
{\displaystyle \mathrm {pH} =\mathrm {p} K_{\mathrm {a} }+\log(1)\,}
{\displaystyle \mathrm {pH} =\mathrm {p} K_{\mathrm {a} }\,}
起始点和等当量点之间的中点的pH就等于一元弱酸的pKa，之后即可以求得离解常数Ka。用这种直接观察方法求得醋酸的离解常数约为1.78×10−5(真实值为1.7×10−5)
对于多元弱酸，情况较复杂。比如草酸，起始点和第一等当量点之间的中点对应的pH可以求得第一步离解的pKa。而第一、第二等当量点之间的中点课求得第二步离解的pKa，即7.5 mL和22.5 mL所对应的pH值（此处约为1.5和4）。